# Графтон (Вермонт)
Графтон (англ. Grafton) — місто (англ. town) в США, в окрузі Віндем штату Вермонт. Населення — 645 осіб (2020).

## Демографія
Згідно з переписом 2010 року, у місті мешкало 679 осіб у 313 домогосподарствах у складі 207 родин. Було 486 помешкань
Расовий склад населення:
| - 97,3 % — білих - 0,4 % — чорних або афроамериканців - 0,4 % — азіатів |

До двох чи більше рас належало 1,6 %. Частка іспаномовних становила 1,0 % від усіх жителів.
За віковим діапазоном населення розподілялося таким чином: 18,6 % — особи молодші 18 років, 57,2 % — особи у віці 18—64 років, 24,2 % — особи у віці 65 років та старші. Медіана віку мешканця становила 51,4 року. На 100 осіб жіночої статі у місті припадало 106,4 чоловіків;  на 100 жінок у віці від 18 років та старших — 104,8 чоловіків також старших 18 років.
Середній дохід на одне домашнє господарство  становив 60 834 долари США (медіана — 52 188), а середній дохід на одну сім'ю — 72 587 доларів (медіана — 62 344). Медіана доходів становила 40 750 доларів для чоловіків та 31 250 доларів для жінок. За межею бідності перебувало 10,7 % осіб, у тому числі 20,0 % дітей у віці до 18 років та 5,8 % осіб у віці 65 років та старших.
Цивільне працевлаштоване населення становило 304 особи. Основні галузі зайнятості: освіта, охорона здоров'я та соціальна допомога — 24,3 %, науковці, спеціалісти, менеджери — 16,1 %, роздрібна торгівля — 9,9 %, сільське господарство, лісництво, риболовля — 9,9 %.